# West Bank Premier League 2023/24
Die West Bank Premier League 2023/24 war die 26. Spielzeit der höchsten Fußballliga im Westjordanland. Ausgetragen wurde die Liga von der Palestinian Football Association. An dem Wettbewerb nahmen zwölf Mannschaften teil. Die Liga begann mit dem ersten Spieltag am 17. August 2023. Nach dem vierten Spieltag wurde die Liga im Oktober 2023 wegen dem Krieg in Israel und Gaza abgebrochen. Titelverteidiger war der Jabal al-Mukaber Club.

## Teilnehmende Mannschaften
| Mannschaft                | Standort     | Stadion                                  | Kapazität |
| ------------------------- | ------------ | ---------------------------------------- | --------- |
| Ahli al-Khalil            | Hebron       | Hussein Bin Ali Stadium                  | 8.000     |
| al-Sawahra al-Maqdisi     | al-Ram       | Faisal Al-Husseini International Stadium | 12.500    |
| Hilal al-Quds Club        | al-Ram       | Faisal Al-Husseini International Stadium | 12.500    |
| Jabal al-Mukaber Club     | al-Ram       | Faisal Al-Husseini International Stadium | 12.500    |
| Markaz Balata             | Nablus       | Nablus Football Stadium                  | 30.000    |
| Shabab al-Bireh Institute | al-Bireh     | Faisal Al-Husseini International Stadium | 12.500    |
| Shabab al-Dhahiriya SC    | ad-Dhahiriya | Dora International Stadium               | 18.000    |
| Shabab al-Khalil SC       | Hebron       | Hussein Bin Ali Stadium                  | 8.000     |
| Shabab al-Obaidya         | al-Khader    | al-Khader Stadium                        | 6.000     |
| Shabab al-Samu            | Hebron       | Hussein Bin Ali Stadium                  | 8.000     |
| Taraji Wadi al-Nes        | Wadi al-Nes  | al-Khader Stadium                        | 6.000     |
| Thaqafi Tulkarem          | Tulkarm      | Jamal Ghanem Stadion                     | 4.000     |

## Tabelle
Stand: Oktober 2023 (Nach Abbruch)
| Pl. | Verein                    | Sp. | S | U | N | Tore    | Diff. | Punkte |
| --- | ------------------------- | --- | - | - | - | ------- | ----- | ------ |
| 1.  | Shabab al-Dhahiriya SC    | 3   | 3 | 0 | 0 | 014:300 | +11   | 09     |
| 2.  | Thaqafi Tulkarem          | 3   | 2 | 1 | 0 | 011:400 | +7    | 07     |
| 3.  | Markaz Balata             | 2   | 2 | 0 | 0 | 005:100 | +4    | 06     |
| 4.  | Shabab al-Khalil SC       | 3   | 2 | 0 | 1 | 006:400 | +2    | 06     |
| 5.  | Jabal al-Mukaber Club (M) | 2   | 1 | 1 | 0 | 007:300 | +4    | 04     |
| 6.  | Hilal al-Quds Club        | 3   | 1 | 1 | 1 | 003:600 | −3    | 04     |
| 7.  | Taraji Wadi al-Nes        | 4   | 1 | 1 | 2 | 003:700 | −4    | 04     |
| 8.  | Shabab al-Obaidya (N)     | 3   | 1 | 0 | 2 | 003:400 | −1    | 03     |
| 9.  | Shabab al-Samu            | 3   | 0 | 2 | 1 | 003:400 | −1    | 02     |
| 10. | Shabab al-Bireh Institute | 3   | 0 | 2 | 1 | 003:600 | −3    | 02     |
| 11. | Ahli al-Khalil            | 4   | 0 | 1 | 3 | 003:900 | −6    | 01     |
| 12. | al-Sawahra al-Maqdisi (N) | 3   | 0 | 1 | 2 | 001:110 | −10   | 01     |

| Zum Saisonende 2022/23: |                                                                           |
| (M)                     | Amtierender Meister: Jabal al-Mukaber Club                                |
| (N)                     | Aufsteiger aus der zweiten Liga: Shabab al-Obaidya, al-Sawahra al-Maqdisi |